# (5047) Zanda
(5047) Zanda es un asteroide perteneciente al cinturón de asteroides, descubierto el 2 de marzo de 1981 por Schelte John Bus desde el Observatorio de Siding Spring, Nueva Gales del Sur, Australia.

## Designación y nombre
Designado provisionalmente como 1981 EO42. Fue nombrado Zanda en honor a la conservadora francesa de meteoritos Brigitte Zanda, desempeña su labor en el Museo Nacional de Historia Natural de París y es miembro adjunto de la facultad de la Universidad de Rutgers.

## Características orbitales
Zanda está situado a una distancia media del Sol de 2,531 ua, pudiendo alejarse hasta 2,877 ua y acercarse hasta 2,185 ua. Su excentricidad es 0,136 y la inclinación orbital 5,485 grados. Emplea 1471,34 días en completar una órbita alrededor del Sol.

## Características físicas
La magnitud absoluta de Zanda es 13,4. Tiene 6,047 km de diámetro y su albedo se estima en 0,253.